# Секреты неистовой пятёрки
«Кунг-фу па́нда: Секре́ты неи́стовой пятёрки» (англ. Kung Fu Panda: Secrets of the Furious Five) — короткометражный анимационный фильм производства DreamWorks Animation, на основе мультфильма «Кунг-фу панда» (2008). Короткометражка содержится в дополнительных материалах DVD-релиза Кунг-фу панда. Позже он был показан на телеканале NBC 26 февраля 2009 года, а с 24 марта 2009 года доступен, как отдельный DVD-диск.
Из фильма только Джек Блэк (По), Дастин Хоффман (мастер Шифу), Сет Роген (мастер Богомол), Дэвид Кросс (мастер Журавль) и Рэндолл Дак Ким (мастер Угвей) озвучивали своих персонажей в этой короткометражке. Анджелина Джоли (мастер Тигрица), Люси Лью (мастер Гадюка) и Джеки Чан (мастер Обезьяна) не участвовали в проекте, так как их персонажи изображены в младшем возрасте. Обезьяну озвучил Джейси Чан, сын Джеки Чана, также он озвучил Журавля в кантонской версии оригинального фильма.
Производство фильма было передано Reel FX Creative Studios, который работал над компьютерными анимациями, а также Film Roman, который работал над производством традиционных анимационных последовательностей.

## Сюжет
Мастер Шифу назначает По преподавателем введения в кунг-фу для группы неугомонных маленьких кроликов. Тогда По начинает объяснять, что кунг-фу не только драка, но и мастерство своего характера. Чтобы проиллюстрировать свою мысль, он рассказывает истории «неистовой пятёрки», их индивидуальное прошлое и основные философские понятия. Кролики узнают, как стать великими мастерами кунг-фу.

### Богомол
В молодости Богомол был очень нетерпеливым воином, который был склонен к поспешным выводам и принятиям импульсивных решений. Когда он в результате своей импульсивности оказался в плену у банды крокодилов, ему пришлось долго ждать в своей клетке, что позволило ему обрести терпение и оказаться на свободе.

### Гадюка
Гадюка, дочь Великого мастера Гадюки, родилась без ядовитых клыков. Её отец, который полагался на свой ядовитый укус, чтобы защитить деревню был подавлен, когда узнал, что его дочь родилась без клыков. Гадюка, пытаясь развеселить отца, выучилась танцам с лентой. Однажды во время фестиваля Великий мастер Гадюка столкнулся с огромной гориллой, который оказался одет в стальную броню, чтобы разрушить его клыки, когда Гадюка пытался укусить его. Видя, что её отец в опасности, Гадюка нашла в себе мужество, чтобы бороться с бандитом и победить его с помощью своей ленты.

### Журавль
Журавль был неуверенным в себе дворником Академии Кунг-фу, пока звезда академии Мэй Линг не убедила его обратиться за зачислением в академию. Хотя его нервы подводили, Журавль, столкнувшись с пугающей задачей, вдруг понял, что уверенность в себе является ключом к успеху.

### Тигрица
Тигрица была сиротой, которую боялись все и изолировали в отдельную комнату от других сирот. Мастер Шифу учит Тигрицу контролю своих движений. После этого Тигрица смогла доказать, что бояться её не стоит. Когда она была вновь отклонена от принятия взрослых, которые все ещё боятся её, мастер Шифу забирает её в качестве своей ученицы и приёмной дочери.

### Обезьяна
Обезьяна был озорником, который изводил всех жителей деревни. Он бросил вызов всем попыткам заставить его уйти. Так продолжалось до тех пор, пока мастер Угвэй, непобедимый воин, не предстал перед ним и не победил в короткой стычке, выведя причины его антиобщественного поведения. Вместо того, чтобы Обезьяна покинул деревню, Угвэй уговорил юнца остаться и призвал его проявлять сострадание к другим.

### Эпилог
Мастер Шифу возвращается, чтобы проверить По и был удивлен, что недооценил способности того, учитывая сколькому научились ученики. Но когда кролики спросили По, каким был его первый день в кунг-фу, он, вспоминая этот первый день, с гордостью заявил «Я с ходу всем надавал по мозгам!», хотя это было далеко не так. Ведь тогда Воин Дракона очень опозорился.

## Роли озвучивают
- Джек Блэк — По
- Дастин Хоффман — Мастер Шифу
- Дэвид Кросс — Журавль
- Тара Стронг — юная Тигрица
- Сет Роген — юный Богомол
- Джейси Чан — юный Обезьяна
- Джессика Ди Чикко — молодая Гадюка
- Рендалл Дук Ким — Великий Мастер Угвэй
- Джеймс Си — Великий Мастер Гадюка
- Мередит Скотт Линн — мама Гадюки
- Элизабет Энн Беннетт — муравей/кролики
- Имон Пирруччелло — нетерпеливый кролик
- Грэйс Ролек — застенчивый кролик
- Уилл Шэдли — тормозной кролик
- Джон Ди Маджио — Бандит крокодил № 1/Горилла
- Кэрол Кейн — овца
- Стивен Кеарин — Бандит крокодил № 2
- Стефани Николь Лемелин — Мей Линг
- Том Оуенс — Божья коровка
- Джим Каммингс — преподаватель